# 釋圓瑛
釋圓瑛（1878年6月12日—1953年9月19日），原名吳昌發、吴亨春，法名宏悟，别号韬光，男，福建省福州府古田县人，清末諸生，民國後成為佛教领袖，临济宗第四十代传人，首屆中国佛教协会会长、中国佛教会理事長。

## 人物生平

### 早年生活
1878年6月12日，圆瑛法师出生于福建省福州府古田县。
5岁时，圆瑛法师父母双亡，后由其叔父抚养成人。 18岁时，他考中了秀才。

### 出家求佛
19岁时，圆瑛法师在福州鼓山涌泉寺拜增西上人为师，剃髮出家，後来到雪峰寺担任僧众。
1899年，他到江苏常州天宁寺讲学。
1909年，圆瑛法师出任浙江鄞县接待寺住持。
1929年，圆瑛法师与太虚大師共同发起成立中国佛教会，1934年，在上海创办圆明讲堂。
1931至1945年，中国抗日战争时期，圆瑛法师曾在上海发起启建丙子护国息灾法会，并请在苏州闭关的印光大师至沪说法，号召全国佛教徒奋起抗日并募款。
1953年，中国佛教协会成立，他被推选为首任会长。
1953年9月19日，他圆寂于浙江寧波天童寺。

## 纪念塔
1953年，由赵朴初等提议，中国佛教协会在大场佛教公墓建立圆瑛大师纪念塔。文化大革命初期，大场佛教公墓遭受破坏，后被工厂占用。圆瑛大师纪念塔曾被公墓原址的工厂砌在围墙中。2008年8月，工厂改造，围墙拆除，纪念塔重见天日。2008年9月27日，宝山区文保所工作人员对纪念塔进行拍照、记录。纪念塔经多地辗转后于2010年底迁至大场镇的金皇讲寺。

## 人物作品
- 《发菩提心讲义》
- 《劝修念佛法门》
- 《弥陀经要解讲义》
- 《楞严经纲》
- 《楞嚴經講義》
- 《大乘起信论講義》
- 《金刚般若》
- 《一吼堂诗集》
- 《一吼堂文集》
- 《圆瑛讲演录》
- 《住持禅宗语录》